# 大江氏拟鯥
大江氏拟鯥（学名：Parascombrops ohei），是发光鲷科擬鯥屬一种，分布于日本海域。模式产地为日本土佐灣，种加词源自日本鱼类耳石研究的专家大江文雄的姓氏，他发现了一种迄今为止尚未被记录的日本上新世拟鯥物种。

## 形态特征
体长（SL）53-87毫米。体中等细长，头背隆起，吻钝圆。臀鳍具2条棘条和7条鳍条，第一鳍条分节但不分枝。胸鳍具有14—15条鳍条，其长度是体长的23.1—26.6%。鳃耙13—16。伪鳃鳃丝19—25。臀鳍第一鳍担骨长直，顶端尖，不中空。犁骨三角形，宽，具众多颗粒状牙齿。腭骨和外翼骨宽，具2—4行颗粒状齿。眼径为体长的10.7—12.3%。前鳃盖骨具有1或2条纵棱。耳石非常细长，长与高之比为1.9—2.1。